# 巴西古当市政厅
巴西古当市政厅（簡稱“MBPG”）是马来西亚柔佛州巴西古当的地方政府，隶属柔佛州政府。
巴西古当市议会于2008年7月1日升格为市议会，直到2009年9月正式从柔佛机构（Johor Corp）手中接管市议会后才于2010年举行庆祝仪式。2020年11月20日，柔佛州苏丹在其62岁华诞宣布巴西古当升格为市政厅，也是州内第三个大城市。其辖区包括巴西古当、丹绒浪沙、马西、至达城等市镇，由新山县东部的部分避兰东和中林港（Sungai Tiram）区组成，总面积为359.57平方（138.83平方英里）。市政厅的职责为负责为辖区进行规划、文物保护、公共和环境卫生、废物管理、交通管理、环境保护、建筑控制、社会经济发展以及维护辖区内一般的基础设施。巴西古当市政厅大厦坐落于市中心的阿卡巴大厦内。

## 历史
巴西古当区的第一个地方政府－巴西古当镇议会于1977年7月1日成立，并由柔佛州经济发展局（现柔佛机构）负责管理，是当时唯一私有化的地方政府机构。
1985年7月1日，巴西古当镇议会改为巴西古当地方政府机构（PBT Pasir Gudang），并继续由柔佛机构进行管理直到2008年6月30日，一共管理了31年。
当巴西古当地方政府符合升格为市议会所需的条件后，便在1976年地方政府法令下于2008年7月1日升格为市议会。刚开始一年过渡期市会主席由柔佛机构职员出任，直到2年后州政府正式接管市会职责任。巴西古当市议会于2010年7月1日正式举行升格仪式，并由前州政府土地局官员拉欣出任第一任市会主席。2020年11月21日，柔佛州苏丹在其62岁华诞宣布巴西古当升格为市政厅，也是州内第三个大城市。市会下的每一名市议员也被分配一个小区，一共有24个，市议员的职责为加强居民与地方政府的联系。

## 辖区
巴西古当市政厅下分24个地方政府行政区域
巴西古当国席
- 努沙达迈花园（Nusa Damai）
- 梅华岭（Flora Height）
- 森德综合镇一区（Scientex 1）
- 森德综合镇二区（Scientex 2）
- 蒂沙人民（Desa Rakyat Perdana）
- 檀香园（Cendana）
- 武吉达丽雅花园（Bukit Dahlia）
- 玫瑰花园（Mawar）
- 阿逸比鲁（Air Biru）
- 长春山庄一区（Rinting 1）
- 长春山庄二区（Rinting 2）
- 喜莱苑（Sierra Perdana）
- 马西（Masai）
- 至达城一区（Seri Alam 1）
- 至达城二区（Seri Alam 2）

地不佬国席
- 佳哈耶峇鲁/丹绒浪沙（Cahaya Baru / Tanjung Langsat）
- 马赛旭日城（Cahaya Masai）
- 哥打碧斯达里（Kota Bestari）
- 马赛城一区（Kota Masai 1）
- 马赛城二区（Kota Masai 2）
- 马赛城三区（Kota Masai 3）
- 巴西布爹花园（Pasir Puteh）
- 丹绒布蒂里（Tanjung Puteri）
- 中林港（Sungai Tiram）

## 组织图表
巴西古当市政厅由一名市长、一名秘书和23名市议员组成。主席由柔佛州政府委任，23名市议员的任期则为一至二年。而在23名市议员职位中全数来自希望联盟的四个成员党，其中民主行动党、人民公正党和土著团结党各6名及国家诚信党5名。
目前市长为自2020年11月22日担任至今的阿斯曼沙，而秘书一职则由苏莱曼依斯迈出任。

### 市议员
以下为截至2018年巴西古当市议会的11名市议员，新一届市议员分成两批，其中第一批12名市议员于2018年7月7日起上任；第二批11名市议员于同年10月28日正式宣誓就职。这些市议员将担任至2019年12月届满为止，为期18个月。在地方政府法令下，一届市议员任期不可超过3年，但可重新受委。
| 市议员                                           | 政党/非政府组织 | 政党/非政府组织 | 辖区                |
| ------------------------------------------------ | --------------- | --------------- | ------------------- |
| 胡洁熙（Jessica Oh）                             |                 | 民主行动党      | 至达城2             |
| 阿都哈林·莫哈末达湾（Abdul Halim Mohamad Dawan） |                 | 人民公正黨      | 努沙达迈            |
| 法汉（Farhan Abu Hassan Shaari）                 |                 | 土著團結黨      | 佳哈耶峇鲁/丹绒浪沙 |
| 邱志坚（Ku Chee Chen）                           |                 | 民主行动党      | 至达城1             |
| 林克伟（Lim Kerk Wei）                           |                 | 人民公正黨      | 马赛旭日城          |
| 莫哈末纳西尔（Mohd Nasir Mohd Yunos）            |                 | 國家誠信黨      | 巴西布爹            |
| 莫哈末拉欣（Mohd Rahim Amatermin）               |                 | 土著團結黨      | 丹绒布蒂里          |
| 拉真德兰（Rajendiran Subramaniam）               |                 | 人民公正黨      | 森德综合镇2         |
| 苏国安（Sow Kok Ann）                            |                 | 民主行动党      | 长春2               |
| 胡兹尔（Huzir Lip）                              |                 | 國家誠信黨      | 阿逸比鲁            |
| 莫哈末诺（Mohd Noor Daud）                       |                 | 國家誠信黨      | 喜莱苑              |
| 沙峇鲁丁（Sabarudin Burahan）                    |                 | 土著團結黨      | 马赛城3             |
| 拉惹德兰（Rajandran Thaiman）                    |                 | 國家誠信黨      | 马赛城2             |
| 马斯龙（Masrom Idris）                           |                 | 國家誠信黨      | 檀香园              |
| 马祖安（Mazuan Bahrul Zaman）                    |                 | 人民公正黨      | 玫瑰                |
| 莫哈末蓝利（Mohd Ramli Ahmad）                   |                 | 人民公正黨      | 马赛城1             |
| 嘉耶桑卡（Jayasangkar Jeraman）                  |                 | 人民公正黨      | 哥打碧斯达里        |
| 莫明儫（Mok Meng Haw）                           |                 | 民主行动党      | 梅花岭              |
| 法蒂祖莱哈（Fatin Zulaikha Zaidi）               |                 | 民主行动党      | 长春1               |
| 黄成良（Ng Seng Leong）                          |                 | 民主行动党      | 马西                |
| 旺末（Wan Mohd Hazan Abru Hasbullah）            |                 | 土著團結黨      | 森德综合镇1         |
| 沙峇鲁丁（Alex Puspah）                          |                 | 土著團結黨      | 蒂沙人民            |
| 沙峇鲁丁（Azhar Abdullah）                       |                 | 土著團結黨      | 武吉达丽雅          |

### 其他主要住宅区
- Meridin East－东美丽町
- Taman Masai－马西花园
- Taman Bukit Rinting－武吉岭丁花园